# Patricia Ivanauskas
Patricia Ivanauskas (* 1991 in Wien) ist eine litauische Schauspielerin.

## Leben
Patricia Ivanauskas wuchs als Tochter des Fußballtrainers und ehemaligen Fußballspielers Valdas Ivanauskas gemeinsam mit mehreren Geschwistern zunächst in Salzburg und dann in Hamburg auf. In ihrer Schulzeit war sie Sängerin in einer Schülerband. Im Jahr 2008 war sie Kandidatin in der Castingshow Popstars.
Ivanauskas absolvierte von Oktober 2016 bis Oktober 2019 ihre Schauspielausbildung an der Neuen Münchner Schauspielschule. Sie wirkte seither als Schauspielerin vor der Kamera in mehreren Filmen und Fernsehserien mit. Als Bühnendarstellerin wirkte sie in Theaterstücken wie beispielsweise in Viel Lärm um nichts oder in Musicals wie Punk Rock mit. Sie war unter anderem am Nationaltheater München als festes Ensemblemitglied engagiert. Im Jahr 2019 wurde sie mit dem Lore-Bronner-Preis ausgezeichnet.
Ivanauskas lebt in München. Neben ihrer Muttersprache Litauisch und Deutsch spricht sie auch fließend Englisch und Russisch.

## Filmografie (Auswahl)
- 2014: My Life is Venice Beach
- 2019: Letzte Spur Berlin (Fernsehserie, 1 Folge)
- 2020: Leisure Land
- 2022: Sturm der Liebe (Fernsehserie, 5 Folgen)
- 2022: Tatort: Flash
- 2023: Caveman
- 2023: Aktenzeichen XY … ungelöst (TV-Reihe)
- 2024: Stralsund – Kaltes Blut (TV-Reihe)